# Бригадефюрер
Бригадефюрер е СС ранг, който се е използвал в Нацистка Германия между 1932 и 1945 година. Званието е също и СА ранг.
Званието е първоначално създадено заради разширението на СС и е присвоявано на офицери, командващи СС бригади.
Първоначално бригадефюрер е считано за второто звание в СС между оберфюрер и групенфюрер. Това се променя с появата на Вафен СС и тайната полиция. И в двете организации бригадефюрер е считано за равнозначно на генерал-майор, по-висшо от полковник във Вермахта. Трябва да се отбележи, че званието генерал-майор във Вермахта е еквивалентно на званието бригаден генерал в американската армия.
Първоначално отличителният знак на бригадефюрер е две дъбови листа и сребърен ромб, но е сменен, с появата на званието оберстгрупенфюрер през 1942 г., на три дъбови листа.
Носещите званието бригадефюрер също носят на рамото си отличителния знак на генерал-майор от Вермахта и им е приписвано званието след техния СС ранг (например СС бригадефюрер и генерал-майор от Вафен СС или полицията).